# Взятие Пишпека
Взятие Пишпека  — взятие Кокандскими  войсками под командованием Кана'ат Шаха и Шадман-ходжи в 1860 году. Сражение завершилась взятием крепости кокандцами и бегством русских войск.

## Предыстория
Вступив в престол Малла-хана стало известно о взятие Русскими крепостей Уч-Алматы, Токмака и Аштека. Также царские войска захватили Пишпек в 1860 году под руководством А.Э Циммермана.

## Сражение
Когда кокандское войско под командованием Кана'ат Шаха и Алымбека прибыло стало известно что уже завязался бой. Алымбек и Кана'ат Шах затеяли спор из-за командования в результате этого Алымбек из вражды отвёл Андижанское и Киргизское войско. Часть войска бросилось в бой две тысячи русские открыли артиллериско-ружейний огонь черед час казахи и кочевники бежали. Войско сартов и таджиков в котором находились стрелки кара-кондак продолжали бой до полудня. русские отойдя на возвышенность, бежали.

## Последствия
Большая часть войска он оставил с собой остальная преследовало русских до крепости Аштак.Ночью кокандцы увели всех казахов и переселили их в окрестности Пишпека, а сам Кана'ат Шах пробыл в Пишпеке месяц.